# Frenkie de Jong
Frenkie de Jong (Gorinchem, Països Baixos, 12 de maig de 1997) és un futbolista neerlandès que juga com a migcampista al Barça i a la selecció neerlandesa. Considerat un dels millors migcampistes del món, és conegut per la seva visió, la seva tècnica de passada, dribling, juntament amb unes grans habilitats defensives i la seva habilitat ofensiva.
De Jong va començar la seva carrera professional al Willem II l'any 2015. Es va traslladar a l'AFC Ajax un any després a canvi d'una tarifa simbòlica d'un euro compensada per una clàusula de venda. A l'Ajax es va consolidar com un dels millors migcampistes joves d'Europa, després de guanyar un doblet nacional i d'arribar a la semifinal de la Lliga de Campions de la UEFA 2018–19. De Jong va guanyar l'Eredivisie i la KNVB Cup, va ser el jugador de la temporada de l'Eredivisie i va ser un part instrumental de la primera aparició de l'Ajax en semifinals a la Champions League en 22 anys, en una gran temporada 2018–19 del club.
Durant la seva gran temporada, De Jong va acceptar fitxar pel Barcelona el gener del 2019, cosa que el va portar a fitxar pel club al juliol, a canvi de 75 milions d'euros. De Jong va ser seleccionat al 2019 FIFA FIFPro World11 i va ser un dels tres jugadors holandesos que hi va participar per primera vegada en cinc anys.
De Jong va fer el seu debut internacional sènior amb els Països Baixos el setembre de 2018, a 21 anys, quan el seleccionador era Ronald Koeman. Va ser titular a la Lliga de Nacions de la UEFA, en què els Països Baixos van acabar la final. També va representar l'equip a l'Eurocopa de 2020 i la Copa del Món de la FIFA 2022.

## Biografia i carrera
Frenkie de Jong va néixer el 12 de maig de 1997 en un hospital de Gorinchem i va créixer al poble d'Arkel, pertanyent al municipi de Giessenlanden. Els seus pares van triar el seu nom per la banda Frankie Goes to Hollywood.

### Willem II
Sortit del futbol base del Willem II, de Jong va fer el seu debut amb el club a l'Eredivisie el 10 de maig de 2015 contra l'ADO Den Haag substituint Terell Ondaan en una victòria de casa per 1-0. L'estiu de 2015, de Jong va fitxar per l'AFC Ajax signant per quatre anys, tot i que romangué cedit al seu club d'origen fins a final de temporada.

### AFC Ajax
El 21 de setembre de 2016 va debutar amb l'AFC Ajax en un partit de Copa davant el seu anterior club, el Willem II. Va jugar els últims deu minuts de partit. Va acabar la temporada disputant 11 partits amb el primer equip, inclòs els últims minuts de la final de la Lliga Europa 2016-2017. El seu pes dins l'equip va augmentar la temporada següent al disputar 26 partits i donar nou assistències. El 17 de desembre de 2018 va ser reconegut com a talent de l'any 2018 per la Topsport Amsterdam.
El 23 de gener del 2019 es va posar punt final a una de les incògnites futbolístiques sobre el seu futur i el migcampista Frenkie de Jong va anunciar que la pròxima temporada jugaria amb al FC Barcelona. El 5 de març de 2019 va ser titular en el triomf de l'Ajax per 1 a 4 davant el Reial Madrid, a l'Estadi Santiago Bernabéu, que va significar la classificació per als quarts de final de la Lliga de Campions. Juntament amb Matthijs de Ligt, va ser el referent del conjunt neerlandès, que aquella temporada va arribar fins a les semifinals de la màxima competició europea. Tot i caure en semifinals davant el Tottenham, l'Ajax va ser un dels clubs més importants de la temporada. Gràcies a això, molts clubs importants d'Europa van intentar fer-se amb de Jong, de Ligt i altres jugadors de la plantilla que van demostrar un gran nivell.

### FC Barcelona
En la seva primera temporada al FC Barcelona, el 14 de setembre de 2019 va marcar el seu primer gol com a blaugrana en una victòria per 5-2 davant el València CF al Camp Nou. Després de l'aturada de les competicions a causa de la pandèmia per coronavirus, va jugar el primer partit a la golejada per 0-4 davant el RCD Mallorca. Fins a aquest moment havia estat titular indiscutible marcant dos gols i donant 4 assistències. Una lesió al soli dret confirmada pel club el 21 de juny el va tenir aturat durant un mes. Finalment, va reaparèixer als 12 minuts finals en una derrota per 1-2 davant el CA Osasuna i en 32 minuts en la golejada per 0-5 sobre el Deportivo Alavés a Mendizorroza.
Va tenir un rol crucial a la final de la Copa del Rei de futbol de 2021 guanyada per 4–0 contra l'Athletic Club, en marcar al minut 63 i donant dues assistències de gol.
Després que el capità Sergio Busquets marxés, de Jong va esdevenir el capità del Barça el juliol de 2023.
En la Copa del Món del 2022 a Qatar, Països Baixos va quedar eliminat per la selecció argentina en un partit polèmic.
El 26 d'abril de 2025 va jugar com a titular en la final de la Copa del Rei 2024-25 que el Barça va guanyar al Madrid per 3-2, a l'Estadi de La Cartuja de Sevilla.

## Palmarès
AFC Ajax
- 1 Lliga neerlandesa: 2018-19
- 1 Copa neerlandesa: 2018-19

FC Barcelona
- 2 Copes del Rei: 2020–21,[27] 2024–25[32][33]
- 2 Supercopes d'Espanya: 2023,[34] 2025[35]
- 2 Lligues espanyoles: 2022-23,[36] 2024-25